# Samuel Eto’o
Samuel Eto'o vagy Samuel Eto'o Fils (Douala, 1981. március 10. –) kameruni válogatott labdarúgó, csatár. 2021 decemberétől a Kameruni labdarúgó-szövetség elnöke.
2003-ban, 2004-ben és 2005-ben az év afrikai játékosának választották, így első labdarúgóként egymást követő három alkalommal nyerte el az Afrikai Labdarúgó-szövetség elismerését. 2004-es Barcelonába igazolása előtt megfordult a Mallorca és a Real Madrid csapatában is. A Real Madridtól botrányos körülmények között vált el. 6 éves szerződése alatt 3 bajnoki mérkőzésen kapott szerepet. 1999-ben került a Mallorcához, ahol először kölcsönben, majd a Real Madriddal való 50-50%-os tulajdonjoggal szerepelt. Legnagyobb sikere a Baleár-szigeteki csapattal egy Spanyol Királykupa-győzelem volt 2003-ban, amikor a Huelva csapatát győzték le.

## Pályafutása

### Real Madrid
Miután a kameruni Kadji Sportakadémián nevelkedett, 1997-ben csatlakozott a Real Madrid ifjúsági akadémiájához, de csak a Real Madrid B-vel edzhetett, mivel még kiskorú volt. A Real Madrid B az évad megkezdése előtt kiesett a harmadosztályba, a Segunda División B-be, ahová a szabályok értelmében nem léphettek pályára  EU-n kívüli játékosok, és ennek eredményeként az 1997–1998-as szezonra kölcsönadták a másodosztályú Leganés csapatának. 1999 januárjában kölcsönadták az Espanyolnak, viszont csak egyszer lépett pályára a klub színeiben, a Real Valladolid ellen a Király-kupában.

### Mallorca
Az új évezredben, a 2000-es téli átigazolási időszakban kölcsönbe került egy La Liga csapathoz, a Mallorcához, ahol 19 meccsen 6 gólt szerzett. A szezon végén Eto'o elhagyta a Real Madridot, és állandó szerződést írt alá Mallorcával klubrekordot jelentő 4,4 millió font értékben. A klub elnöke, Mateo Alemany többször is elismerően nyilatkozott a teljesítményéről. A szurkolóknak is segített, mivel 30 000 eurót adományozott étkezésre az utazásra, hogy a legtöbben élőben követhessék figyelemmel a Recreativo de Huelva elleni 2003-as Királykupa-döntőt. A Mallorca 3–0-ra nyerte meg a meccset, Eto'o pedig két gólt szerzett.

### Barcelona
2004 nyarán végül vitás körülmények között írt alá a Barcelonához. Florentino Pérez, a Real Madrid akkori elnöke nem kívánta különösebben kommentálni az eseményeket. Azt gondolta, hogy náluk játszik a Liga két legjobb csatára (Ronaldo és Raúl), valamint, hogy nincs hely a csapatban EU-n kívüli játékosoknak. A Barcelonának 24 millió eurót kellett fizetnie érte, amely összeg felét a Mallorca kapta meg.
A Real Madrid vezetősége rosszul döntött, ugyanis Eto’o bebizonyította, hogy nagyon magas szinten is megállja a helyét. 2004. augusztus 19-én debütált egy Racing Santander elleni találkozón. Hozzásegítette a Barcelonát a 2004–05-ös bajnokság megnyeréséhez. A szezon során 24 gólt szerzett; az utolsó fordulóig vezette a góllövőlistát, azonban Diego Forlán beérte. Végül harmadik helyet ért el a 2005-ös FIFA Év Játékosa szavazáson, ahol csapattársa, Ronaldinho és a Chelsea középpályása, Frank Lampard előzte meg.
2006. május 17-én a Bajnokok Ligája döntőjében az Arsenal egy gólos vezetésénél Eto’ót szabálytalanul buktatta az angolok kapusa, Lehmann, amiért a német kapust kiállították. Ezt követően Eto’o saját maga kiegyenlített, majd a Barcelona Belletti góljával szerezte meg a 2–1-es győzelmet. A mérkőzés után a Bajnokok Ligája-döntő Meccs Legjobbja díjat egyhangúlag neki ítélték az újságírók és szakemberek.
2006-ban megnyerte a gólkirályi címet is a spanyol első osztályban. Május 20-án, a Bilbao elleni utolsó fordulóbeli mérkőzésen szerezte meg azt a gólt, amellyel a góllövőlistán megelőzte a Valencia csatárát, David Villát. A kameruni először és utoljára nyerte el a Pichichi-díjat (spanyol gólkirályi cím).

### Internazionale
2009 nyarán az olasz Internazionáléba szerződött öt évre. Az évi alapfizetését, ami évi 10,5 millió euróban határozták meg, így ő lett az olasz liga legjobban fizetett játékosa.
Legelső meccsén, a Lazio elleni 2009-es olasz szuperkupában megszerezte első gólját az Inter színeiben a 2–1-es vereség során. Első bajnoki mérkőzésén tizenegyesből szerzett gólt, így 1–1-re módosította az eredményt az AS Bari ellen.
2010. május 22-én a Bajnokok Ligája döntőben a német Bayern München ellen 0–2-re diadalmaskodtak. A sorozat megnyerésével ő lett az első és egyetlen játékos, aki megvédte a tripláját (amely a bajnokságból, a nemzeti kupából és az európai kupából áll), igaz, két különböző országban. Ugyanezen év augusztusában megnyerte csapatával a 2010-es nemzeti szuperkupát is, ezúttal az AS Roma elleni 3–1-es győzelem során.
A 2010–11-es Bajnokok Ligája-szezon második csoportmeccsén mesterhármast ért el a Werder Bremen elleni 4–0-s győzelem során. 2010 novemberében a Chievo elleni 2–1-es vereségkor szándékosan megfejelte az ellenfél egyik védőjét, Bostjan Cesart, amiért 30 ezer eurós pénzbírságot és hárommeccses eltiltást szabtak ki rá. Csapata emiatt később fellebbezett, de azt elutasították.
2010 decemberében megnyerte a FIFA-klubvilágbajnokságot a kongói dk-s TP Mazembe ellen 3–0-ra a döntőben. Az ezt követő díjátadón a torna legjobb játékosának választották meg.
2011. május 29-én az Inter sikeresen megvédte az előző évben megnyert olasz kupa címét. Itt a döntőben 3–1-re legyőzték a Palermót. Eto'o szerezte az alakulat első két gólját. Az Internél töltött második szezonjában összesen 37 gólt szerzett 53 mérkőzésen, amely egyéni csúcsot jelentett számára. Antonio Angelillo 1958–59-es szezonban elért 38 gólja után, ő lett az Inter legtöbbször betaláló játékosa egy szezonon belül.
Összesen bajnokságot, kupát és Bajnokok Ligáját is nyert a csapattal.

### Anzsi Mahacskala
Eto'o futballtörténelmi lépést tett, amikor 2011. augusztus 24-én az orosz Anzsi Mahacskalához szerződött három évre. Három nappal később csereként lépett először pályára a Rosztov elleni bajnokin, a meccs a 80. percben szerzett góljával 1–1-es döntetlennel zárult.
A 2012–2013-as évad végén Eto'o az első számú jobb csatárrá vált és bekerült a szezon legjobb 33 játékosa közé. Az Anzsi milliárdos tulajdonosa, Szulejmán Kerimov később olyan bejelentést tett, ami mindenkit meglepett. 2013 augusztusában úgy döntött, hogy lecsökkenti a klub ambícióit és drasztikusan csökkenti a költségeket, valamint teljesen megreformálja az anyagi döntések kivitelezését. Ennek köszönhetően szinte az összes sztárjátékos, aki korábban a klubot komolyan ismertté tette, köztük Eto'o is elérhető volt az átigazolási piacon.

### Chelsea
2013. augusztus 29-én egyéves szerződést írt alá az angol Chelsea csapatával. Első gólját 2013. október 19-én szerezte a Cardiff City ellen.  2014. január 20-án megszerezte első Premier League-mesterhármasát is, így a "londoni kékek" 3–1-es győzelmet arattak a Manchester United ellen a Stamford Bridge-en. Március 8-án gólt szerzett a Tottenham Hotspur ellen, ami profi karrierje 300. gólja volt egyben.
A Chelsea Bajnokok Ligája-nyolcaddöntő második meccsén a török Galatasaray ellen a szezonbeli tizedik góljával hamar vezetést szerzett, amely meccs lefújáskor 2–0-ra nyertek. Eto'o március 22-én ismét hamar betalált az Arsenal ellen.

### Everton
2014. augusztus 26-án átigazolt az liverpooli Evertonhoz, ahol kétéves megállapodást regisztráltak.  Négy nappal később debütált pont a Chelsea elleni, hazai 3–6-os vereség során és fejesből egy gólt szerzett.
Eto'o az Evertonban töltött első szezonjának felénél távozott, 20 meccsel és 4 gólos mérleggel a háta mögött.

### Sampdoria
2015. január 27-én visszatért az olasz Serie A-ba, és két és fél éves szerződést kötött a Sampdoria egyesülettel. Innen csupán 18 mérkőzés után távozott.

### Antalyaspor
2015. június 25-én a török Antalyasporhoz igazolt három évre. 2015. augusztus 15-én debütált az İstanbul Başakşehir elleni bajnokin. Két gólt szerzett, és 3–2-re segítette az Antalyaspor győzelmét. Az előző edző, Yusuf Şimşek december 7-i menesztése után, érdekes módon még aktív játékosként őt nevezték ki a csapat ideiglenes játékos-menedzserének. Ezt a pozícióját egészen 2016. január 6-án birtokolta.
Összesen 3 szezonon keresztül játszott és még az első 15 meccsén 13 gólt szerzett.

### Konyaspor
2018. január 31-én, miután közös megegyezéssel elhagyta az Antalyasport, majd két és fél évre a rivális Konyaspor játékosa lett.

### Katar SC
2018 augusztusában a Katar SC-hez szerződött, majd 2019. szeptember 7-én visszavonult a profi labdarúgástól 38 évesen.

### A válogatottban
Eto’o egy nappal 16. születésnapja előtt, 1997. március 9-én lépett először pályára Costa Rica ellen egy 5–0-ra elvesztett barátságos mérkőzésen. 17 évesen az 1998-as világbajnokság legfiatalabb játékosa volt, amikor Kamerun Olaszország ellen játszott. Játszott később a 2002-es világbajnokságon is. Három fontosabb tornát is nyert a válogatottal: 2000-ben és 2002-ben Afrikai Nemzetek Kupáját, illetve 2000-ben a kameruni csapattal megszerezte a Nyári Olimpiai Játékok aranyérmét.
2006-ban Eto’o sorsdöntő tizenegyest hibázott Elefántcsontpart ellen az Afrikai Nemzetek Kupája negyeddöntőjében, amikor a 24. lövést elvégezte a tizenegyespárbajban. Sok bírálatot kapott a kihagyott büntetőért, másrészről viszont ő lett a torna gólkirálya 5 góllal.
Ugyanezen évben bejelentették, hogy Eto’o szerződést írt alá a szaúdi ál-Ittiháddal, ahol nyáron Ázsiai Bajnokok Ligája kampányban vesz részt. A klub és a játékos együttműködése értelmében labdarúgó akadémiát hoznak létre a későbbiekben Kamerunban, amelynek Eto’o és az ál-Ittihád lesz a névadója.

## Statisztika

### Klubcsapatokban
| Klub                  | Szezon              | Liga                   | Liga  | Liga | Kupa  | Kupa | Európa | Európa | Egyéb | Egyéb | Összesen | Összesen |
| Klub                  | Szezon              | Bajnokság              | Mérk. | Gól  | Mérk. | Gól  | Mérk.  | Gól    | Mérk. | Gól   | Mérk.    | Gól      |
| --------------------- | ------------------- | ---------------------- | ----- | ---- | ----- | ---- | ------ | ------ | ----- | ----- | -------- | -------- |
| Leganés (kölcsönben)  | 1997–98             | Segunda División       | 28    | 3    | 2     | 1    | 0      | 0      | —     | —     | 30       | 4        |
| Leganés (kölcsönben)  | Összesen            | Összesen               | 28    | 3    | 2     | 1    | 0      | 0      | —     | —     | 30       | 4        |
| Real Madrid           | 1998–99             | La Liga                | 1     | 0    | 0     | 0    | 0      | 0      | —     | —     | 1        | 0        |
| Real Madrid           | 1999–2000           | La Liga                | 2     | 0    | 0     | 0    | 3      | 0      | 1     | 0     | 6        | 0        |
| Real Madrid           | Összesen            | Összesen               | 3     | 0    | 0     | 0    | 3      | 0      | 1     | 0     | 7        | 0        |
| Espanyol (kölcsönben) | 1998–99             | La Liga                | 0     | 0    | 1     | 0    | 0      | 0      | —     | —     | 1        | 0        |
| Espanyol (kölcsönben) | Összesen            | Összesen               | 0     | 0    | 1     | 0    | 0      | 0      | —     | —     | 1        | 0        |
| Mallorca              | 1999–2000 (kölcsön) | La Liga                | 13    | 6    | 0     | 0    | —      | —      | —     | —     | 13       | 6        |
| Mallorca              | 2000–01             | La Liga                | 28    | 11   | 5     | 2    | —      | —      | —     | —     | 33       | 13       |
| Mallorca              | 2001–02             | La Liga                | 30    | 6    | 1     | 1    | 9      | 3      | —     | —     | 40       | 10       |
| Mallorca              | 2002–03             | La Liga                | 30    | 14   | 6     | 5    | 0      | 0      | —     | —     | 36       | 19       |
| Mallorca              | 2003–04             | La Liga                | 32    | 17   | 2     | 0    | 7      | 4      | 2     | 1     | 43       | 22       |
| Mallorca              | Összesen            | Összesen               | 133   | 54   | 14    | 8    | 16     | 7      | 2     | 1     | 165      | 70       |
| Barcelona             | 2004–05             | La Liga                | 37    | 25   | 1     | 0    | 7      | 4      | —     | —     | 45       | 29       |
| Barcelona             | 2005–06             | La Liga                | 34    | 26   | 0     | 0    | 11     | 6      | 2     | 2     | 47       | 34       |
| Barcelona             | 2006–07             | La Liga                | 19    | 11   | 2     | 1    | 3      | 1      | 3     | 0     | 27       | 13       |
| Barcelona             | 2007–08             | La Liga                | 18    | 16   | 3     | 1    | 7      | 1      | —     | —     | 28       | 18       |
| Barcelona             | 2008–09             | La Liga                | 36    | 30   | 4     | 0    | 12     | 6      | —     | —     | 52       | 36       |
| Barcelona             | Összesen            | Összesen               | 144   | 108  | 10    | 2    | 40     | 18     | 5     | 2     | 199      | 130      |
| Internazionale        | 2009–10             | Serie A                | 32    | 12   | 2     | 1    | 13     | 2      | 1     | 1     | 48       | 16       |
| Internazionale        | 2010–11             | Serie A                | 35    | 21   | 4     | 5    | 10     | 8      | 4     | 3     | 53       | 37       |
| Internazionale        | 2011–12             | Serie A                | 0     | 0    | 0     | 0    | 0      | 0      | 1     | 0     | 1        | 0        |
| Internazionale        | Összesen            | Összesen               | 67    | 33   | 6     | 6    | 23     | 10     | 6     | 4     | 102      | 53       |
| Anzsi Mahacskala      | 2011–12             | Russian Premier League | 22    | 13   | 1     | 0    | 0      | 0      | —     | —     | 23       | 13       |
| Anzsi Mahacskala      | 2012–13             | Russian Premier League | 25    | 10   | 3     | 2    | 16     | 9      | —     | —     | 44       | 21       |
| Anzsi Mahacskala      | 2013–14             | Russian Premier League | 6     | 2    | 0     | 0    | 0      | 0      | —     | —     | 6        | 2        |
| Anzsi Mahacskala      | Összesen            | Összesen               | 53    | 25   | 4     | 2    | 16     | 9      | —     | —     | 73       | 36       |
| Chelsea               | 2013–14             | Premier League         | 21    | 9    | 3     | 0    | 9      | 3      | 2     | 0     | 35       | 12       |
| Chelsea               | Összesen            | Összesen               | 21    | 9    | 3     | 0    | 9      | 3      | 2     | 0     | 35       | 12       |
| Everton               | 2014–15             | Premier League         | 14    | 3    | 1     | 0    | 4      | 1      | 1     | 0     | 20       | 4        |
| Everton               | Összesen            | Összesen               | 14    | 3    | 1     | 0    | 4      | 1      | 1     | 0     | 20       | 4        |
| Sampdoria             | 2014–15             | Serie A                | 18    | 2    | —     | —    | —      | —      | —     | —     | 18       | 2        |
| Sampdoria             | Összesen            | Összesen               | 18    | 2    | —     | —    | —      | —      | —     | —     | 18       | 2        |
| Antalyaspor           | 2015–16             | Süper Lig              | 31    | 20   | 1     | 0    | —      | —      | —     | —     | 32       | 20       |
| Antalyaspor           | 2016–17             | Süper Lig              | 30    | 18   | 0     | 0    | —      | —      | —     | —     | 30       | 18       |
| Antalyaspor           | 2017–18             | Süper Lig              | 15    | 6    | 0     | 0    | —      | —      | —     | —     | 15       | 6        |
| Antalyaspor           | Összesen            | Összesen               | 76    | 44   | 1     | 0    | —      | —      | —     | —     | 77       | 44       |
| Konyaspor             | 2017–18             | Süper Lig              | 13    | 6    | 1     | 0    | —      | —      | —     | —     | 18       | 6        |
| Konyaspor             | Összesen            | Összesen               | 13    | 6    | 1     | 0    | —      | —      | —     | —     | 18       | 6        |
| Katar SC              | 2018–19             | QSL                    | 17    | 6    | 3     | 3    | —      | —      | 3     | 1     | 23       | 10       |
| Katar SC              | Összesen            | Összesen               | 17    | 6    | 3     | 3    | —      | —      | 3     | 1     | 23       | 10       |
| Karrier összesen      | Karrier összesen    | Karrier összesen       | 587   | 293  | 46    | 22   | 111    | 48     | 20    | 8     | 764      | 371      |

### A válogatottban
| Nemzet   | Év       | Mérkőzés | Gól |
| -------- | -------- | -------- | --- |
| Kamerun  | 1997     | 3        | 0   |
| Kamerun  | 1998     | 5        | 0   |
| Kamerun  | 1999     | 1        | 0   |
| Kamerun  | 2000     | 9        | 5   |
| Kamerun  | 2001     | 9        | 2   |
| Kamerun  | 2002     | 13       | 5   |
| Kamerun  | 2003     | 7        | 2   |
| Kamerun  | 2004     | 9        | 4   |
| Kamerun  | 2005     | 6        | 1   |
| Kamerun  | 2006     | 5        | 5   |
| Kamerun  | 2007     | 3        | 1   |
| Kamerun  | 2008     | 11       | 11  |
| Kamerun  | 2009     | 8        | 5   |
| Kamerun  | 2010     | 12       | 8   |
| Kamerun  | 2011     | 9        | 4   |
| Kamerun  | 2012     | 2        | 0   |
| Kamerun  | 2013     | 4        | 2   |
| Kamerun  | 2014     | 3        | 1   |
| Összesen | Összesen | 118      | 56  |

## Sikerei, díjai

### Klubcsapatokban[63]
Real Madrid
- Bajnokok Ligája: 1999–2000[64]

Mallorca
- Spanyol kupa: 2002–03

Barcelona
- Spanyol bajnok: 2004–05, 2005–06, 2008–09
- Spanyol kupa: 2008–09
- Spanyol szuperkupa: 2005, 2006
- Bajnokok Ligája: 2005–06, 2008–09

Internazionale
- Olasz bajnok: 2009–10
- Olasz kupa: 2009–10, 2010–11
- Olasz szuperkupa: 2010
- Bajnokok Ligája: 2009–10
- FIFA-klubvilágbajnokság: 2010

### A válogatottban
Kamerun
- Afrikai Nemzetek kupája: 2000, 2002
- Olimpia aranyérmes: 2000

### Egyéni elismerések
- Az év afrikai fiatal játékosa (2001)
- Az év afrikai labdarúgója (2003, 2004, 2005, 2010)
- Afrikai Nemzetek kupája gólkirály (2006)
- Spanyol gólkirály (2006)

## Egyéb

### Anekdota
Eto’o 15 éves volt, amikor aláírt a Real Madridhoz. Azonban, amikor megérkezett a madridi repülőtérre, ott a csapattól nem várta őt senki. Eto’o kétségbeesetten megállította az első arra járó afrikai embert, aki kedvesen eligazította őt a madridi pályájához. Eto’o nem feledkezett meg erről az esetről és nyilvánosan bejelentette, hogy szeretné ennek az embernek megköszönni a segítségét, azonban e a nevét, se egyéb információkat nem tudott róla.

### Rasszizmus elleni küzdelem
Amióta Eto’o a Barcelonában játszik néhány rivális stadionban rasszista bekiabálásokat kap, ha labdához ér. Sokszor bizonyította, hogy ilyen szituációkban túltéve magát a rivalizáláson és a félelmen, erősségének köszönhetően gólt szerez és „bosszút áll” az ellenfél táborán. Eto’o nem az egyetlen fekete játékos, aki rasszisták megjegyzéseinek van kitéve, azonban azon játékosok egyike, akik felemelik hangjukat a huligánok ellen. Egy ilyen eset fordult elő 2006 februárjában, amikor a Barcelona Zaragozában vendégszerepelt. Eto’o minden labdaérintésénél a hazaiak majmot utánzó hangokat adtak ki. A kameruni levonult a pályáról, ahova csak csapattársai biztatására jött vissza. Visszatérése után gólpasszt adott, csapata, pedig nyert. A Zaragozát később 9000 eurós pénzbüntetésre ítélték, ami után Eto’o kijelentette, hogy ez nem elegendő büntetés a La Romareda közönségének, ő bezáratta volna a stadiont 1 évig.
Korábban angol, német, olasz csapatok színes bőrű játékosai is indokolatlan megkülönböztetésben részesültek Spanyolországban. Azonban igazi nemzetközi visszhangot a problémának Eto’o és az elefántcsontparti Zoro hasonló esete adott. Sepp Blatter, a FIFA elnöke szigorúbb büntetéseket és eljárásokat ígért a történések után.

### Kameruni labdarúgó-szövetség
2021. december 11-én Eto'ót a kameruni labdarúgó-szövetség (FECAFOOT) elnökévé választották.

### 2022-es világbajnokság
Kinevezték a Katarban megrendezésre kerülő, 2022-es világbajnokság nagykövetének.
2022. december 5-én a 4–1-es Barazília–Dél-Korea nyolcaddöntő után, miközben távozott a stadionból szóváltásba került egy férfival, aki az ő személyét is érintő, kompromittáló kérdést tett fel neki. Ezt követően szóváltásba kerültek, amelyet fizikai erőszak is követett. Eto'o többek között fejbe rúgta a férfit, aki egyes sajtóinformációk szerint egy népszerű algériai YouTube-csatorna tulajdonos, Sadouni SM volt. Több portál is megkereste a FIFA-t és a kameruni szövetséget is az üggyel kapcsolatban, azonban egyik fél sem kívánta kommentálni az eseményeket.